# Японская рецессия
Японская рецессия  — период долговременного экономического «застоя» в экономике Японии, начавшийся после коллапса японского финансового пузыря в начале 1990-х годов. В Японии назывался термином «Потерянное десятилетие» (яп. 失われた10年, усинаварэта дзю:нэн) который изначально включал период с 1991 по 2000 год, но потом включил период с 2001 по 2010 год и стал называться «Потерянное двадцатилетие» (яп. 失われた20年, усинаварэта нидзю:нэн), а позже включил также период с 2011 по 2021 год, поэтому весь период с 1990-х по 2020-е годы называется «Потерянное тридцатилетие» (яп. 失われた30年, усинаварэта сандзю:нэн).
Экономика Японии находится уже три десятилетия в экономическом «застое» и постоянной дефляции (потерянное тридцатилетие). Дефляции в Японии началась с середины 1990-х годов (в пределах −1 %). Банк Японии совместно с правительством пытался ликвидировать дефляцию за счёт снижения процентных ставок и «количественного смягчения», но не смогли создать устойчивый рост денежной массы, и дефляция сохранилась. Данный экономический феномен назвали «японская болезнь». О причинах этой затяжной «болезни» в экономической науке всё ещё ведутся дискуссии. Чтобы вырваться из дефляции, разогнать инфляцию и повысить экономический рост, правительство премьер-министра Японии Синдзо Абэ, начиная с 2012 года проводило экономическую политику, названую «Абэномикой». Главными мерами этой политики были искусственная девальвация иены путём удвоения денежной массы в стране, количественное смягчение, фискальное стимулирование и структурные реформы. Однако данные меры не помогли добиться желаемого результата. К 2021 году государственный долг Японии достиг 263,141 % от ВВП, став вторым в мире по относительной величине после Венесуэлы (306,953 %). Япония находится три десятилетия в экономическом застое и постоянной дефляции, не маловажным фактором приведшем экономику Японии к данной ситуации, является демография. Уменьшение населения вызванное демографическим кризисом и старением Японии. Японская нация является самой престарелой и одной самых быстро стареющих в мире. По состоянию на 1 сентября 2021 года 29,1 % населения Японии было старше 65 лет. Причиной может быть относительно непродолжительный по времени послевоенный беби-бум в Японии и строгая иммиграционная политика. Потребление уменьшается из-за уменьшения населения, вызванного на фоне старения населения превышением смертности над рождаемостью и строгой иммиграционной политикой. Накопленные свободные (не вложенные в экономику) денежные активы у населения увеличиваются, но из-за дефляции цены на товары и услуги с каждым годом падают, что ещё больше снижает спрос и оттягивает момент покупки товаров населением.

## Причины

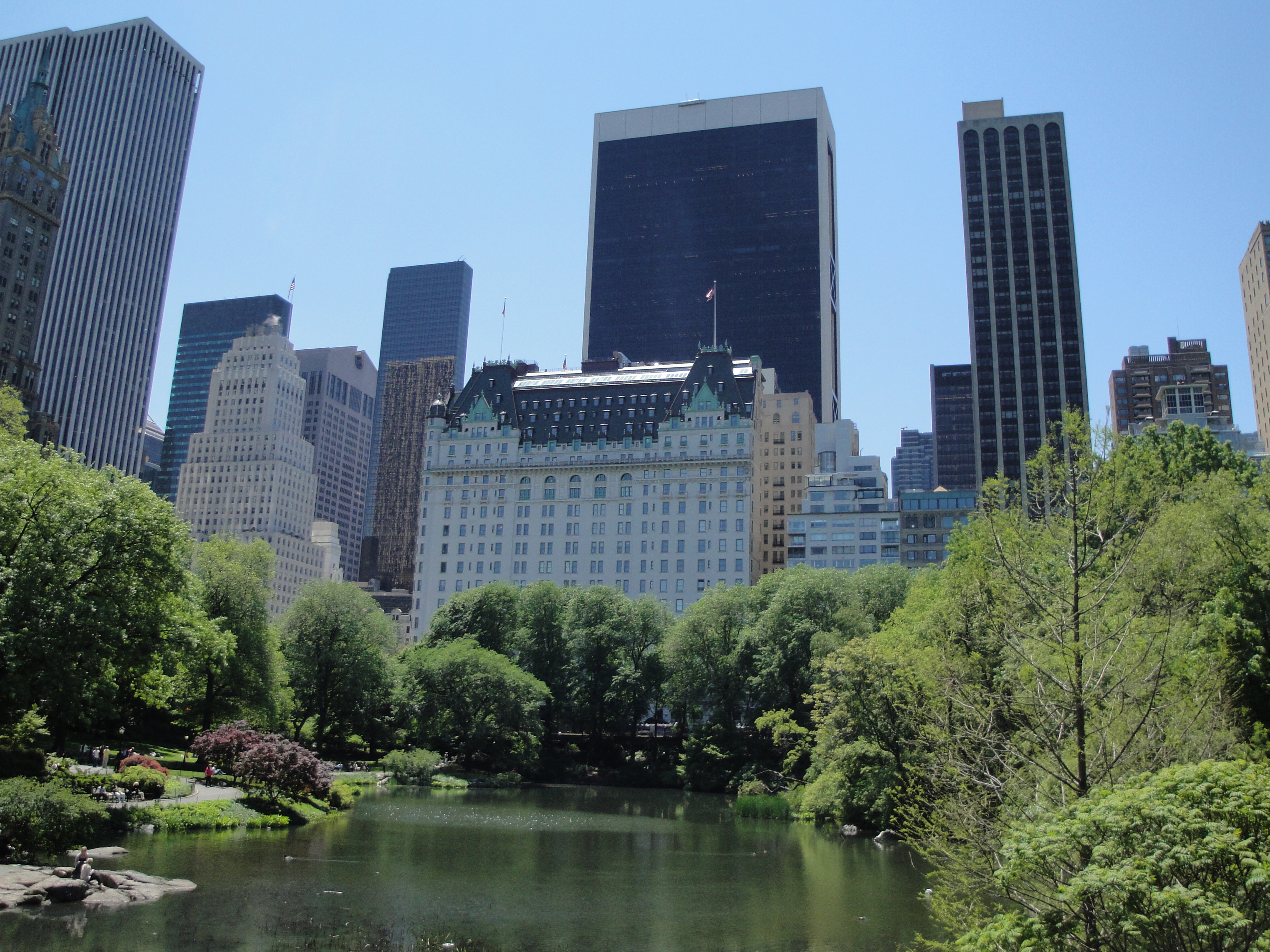
Гостиница Плаза в Нью-Йорке у Центрального парка. Здесь была подписана «капитуляция» Японии в торговой войне с США: Соглашение Плаза, 1985.

Хотя недавняя рецессия Японии не может быть привязана к одному событию, некоторые аналитики считают, что одна из ведущих причин связана с 14-летним максимумом для йены по сравнению с долларом США.
После сентябрьского соглашения о цене в сентябре 1985 года оценка йены сильно ударила по экспортному сектору, снизив темпы экономического роста с 4,4 процента в 1985 году до 2,9 процента в 1986 году. Правительство попыталось компенсировать более сильную иену, резко снизив денежно-кредитную политику в период с января 1986 года до Февраль 1987 года. В течение этого периода Банк Японии (BOJ) снизил ставку дисконтирования в два раза с 5 до 2,5 процентов. После экономических стимулов цены активов на рынке недвижимости и фондовых рынков раздувались, создавая один из крупнейших финансовых пузырей в истории. Правительство отреагировало, ужесточение денежно-кредитной политики, повышение ставок в пять раз, до 6 процентов в 1989 и 1990 годах. После этого роста рынок рухнул.
Индекс фондового рынка Nikkei упал более чем на 60 процентов — с 40 000 в конце 1989 года до менее 15 000 к 1992 году. В середине 1990-х годов он несколько возрос на надежде на то, что экономика скоро восстановится, но по мере ухудшения экономического роста, цены на акции снова упали. Nikkei упал ниже 12 000 к марту 2001 года. Цены на недвижимость также упали во время спада — на 80 процентов с 1991 по 1998 год.

## Эффект
Влияние японской рецессии на страну сильно изменило рыночные цены почти на все товары, а также на рынке недвижимости. Однако Япония не единственная страна, ощущающая эффект от спада; некоторые страны, такие как Соединенные Штаты Америки и Британия, потеряли большой объем экспорта, который продается в Японию, а также многие страны импорта. Кроме того, многие японские акции, проданные на внешних рынках, резко упали из-за опасений полной потери для тех, кто инвестировал в фондовый рынок Японии .

## Шаги к улучшению
В дополнение к деньгам, организованным для пакета стимулов для Японии, японское правительство создает систему руководящих принципов, которые помогут обеспечить эффективное использование денег. Японское правительство высказалось о том, как они планируют помочь тем, кто пострадал от рецессии, предложив ряд различных шагов, чтобы вернуть экономику к нормальным национальным стандартам, эти шаги включают в себя:
— Низкие процентные ставки по ипотечным кредитам
— Уменьшить требования к предприятиям, подающим заявки на субсидии;
— увеличить субсидии для энергоэффективных автомобилей на шесть месяцев;
-
расширить стимулы для энергоэффективных приборов; — расширить государственную защиту компаний, требующих государственного финансирования;
— Стимулировать создание новых домов и домов, энергосберегающие приборы
Снижение дисконтирования в 1985 году привело к буму, вызванному центральным банком. После этого сокращения Банк Японии увеличил денежную массу в среднем на 10,5 процента в год с 1986 по 1990 год. В период с 1992 по 1995 год Япония пробовала шесть программ расходов на общую сумму 65,5 триллиона иен и снизила ставки подоходного налога в течение 1994 года. В январе 1998 года , Япония временно снова сократила налоги на 2 триллиона иен. Затем, в апреле того же года, правительство обнародовало пакет фискальных стимулов на сумму более 16,7 трлн иен, почти половина из которых была предназначена для общественных работ. Опять же, в ноябре 1998 года был объявлен еще один пакет фискальных стимулов стоимостью 23,9 трлн иен. Год спустя (ноябрь 1999 года) был опробован еще один пакет налоговых стимулов в 18 триллионов иен. Наконец, в октябре 2000 года Япония объявила еще один пакет налоговых стимулов в размере 11 триллионов иен. В целом в течение 1990-х годов Япония пробовала 10 пакетов фискальных стимулов общей стоимостью более 100 триллионов иен, и каждый из них не смог вылечить рецессию. Тем не менее, что делали программы расходов, правительство Японии неудовлетворительно фискальное. «Бюджетные» государственные расходы привели к тому, что государственный долг превысил 100 процентов ВВП (самый высокий показатель в G7), и даже больше долга проявляется, когда включён «внебюджетный» сектор.
Японская экспансионистская денежно-кредитная политика не смогла добиться восстановления. С максимума 6 процентов ставка дисконтирования была снижена до 4,5 процента в 1991 году, 3,25 процента в 1992 году, 1,75 процента в 1993—1994 годах и 0,5 процента в 1995—2000 годах. Это резкое ослабление процентных ставок не стимулировало экономику Японии, но провал ослабления процентных ставок не обязательно является провалом денежной теории. Японская банковская система широко рассматривается как нуждающаяся в реструктуризации. Значительная часть стимулов, которые могут обеспечить снижение ставок, не была реализована, потому что банковское сообщество увеличивало свою ликвидность вместо увеличения своего кредитования. Многие банки имеют плохие кредиты с обеспечением, которые теперь стоят всего 60-80 процентов от их стоимости при выдаче ссуд. Некоторые банки объединяются, а другие — национализированы. Такие проблемы способствовали неэффективности денежно-кредитной политики.
8 декабря 2009 года правительство Японии достигло соглашения относительно финансового кризиса, с которым сталкивается страна, и решило включить пакет стимулов в действие. В пакете стимулов, который собрала Япония, будет выделено 7,2 триллиона иен (82 миллиарда долларов), чтобы стимулировать рост уровня занятости в стране, стимулировать энергоэффективные продукты и помогать предоставлять кредиты владельцам бизнеса.
В мае 2009 года японское правительство одобрило пакет стимулов в размере 2 триллионов иен для более слабых и менее стабильных японских корпораций. В Японии, как правило, правительство оказывает помощь более слабым компаниям в сравнении с менее распространёнными системами, такими как американские корпоративные спасения .